# Take Kubo
Takefusa Kubo (久保 建英 Kubo Takefusa?, Kawasaki, Kanagawa, 4 de junio de 2001) es un futbolista japonés que juega de centrocampista en la Real Sociedad de la Primera División de España.

## Trayectoria

### Inicios y debut profesional
Fue iniciado por su padre en el fútbol con apenas cuatro años de edad, en el Sakahama Football Club, donde su progenitor fue entrenador. A la edad de siete años se incorporó al FC Persimmon, un club local de su ciudad natal, Kawasaki. En agosto de 2009 fue galardonado con el premio al jugador más valioso en el campus de verano del F. C. Barcelona, en el que participó a la edad de ocho años. Apenas unos meses después fue seleccionado como miembro de su equipo de adaptación y captación y participó en la Sodexo European Rusas Cup celebrada en Bélgica, donde fue nuevamente galardonado con el premio al jugador más valioso a pesar de que su equipo terminó tercero. Después de regresar a casa, comenzó a jugar para el equipo juvenil de Kawasaki Frontale.
En agosto de 2011 se incorporó al fútbol base del Fútbol Club Barcelona, tras pasar una prueba de acceso, y comenzó a jugar en categoría alevín. Durante su primera temporada completa, la 2012-13, fue el máximo goleador de la liga con 74 goles en 30 partidos. A inicios de la campaña 2014-15, tras promocionar a nivel infantil, se descubrió que el club español violó la política de transferencia internacional de la FIFA para jóvenes menores de 18 años, lo que hizo que Kubo no pudiera disputar más encuentros en el club hasta su mayoría de edad. Tras estar casi un año sin jugar, regresó a Japón en marzo de 2015 firmando con el equipo juvenil del Football Club Tokyo.
Tras diversos partidos fue promovido al primer equipo reserva sub-23 con apenas quince años, el 5 de noviembre de 2016 hizo su debut, y marcó su primer gol el 15 de abril de 2017, ambos registros como el más joven en lograrlos en la citada categoría. Su debut como profesional se produjo en la Primera División de Japón (Japan Professional Football League) el 3 de mayo de 2017 en la victoria por 1-0 frente al Hokkaido Consadole Sapporo, siendo el segundo jugador más joven en hacerlo, con 15 años, 10 meses y 30 días. Debido a su desarrollo futbolístico firmó una mejora en su contrato a la altura del equipo profesional. Tras un nuevo año compaginando el primer equipo con el sub-23, a mitad de temporada fue cedido al Yokohama Marinos, para regresar nuevamente a la capital como jugador de pleno derecho de la máxima categoría y como habitual en el equipo inicial. En su última temporada sumó un total de cinco goles y cuatro asistencias en dieciséis partidos.
Tras especularse en diversos medios sobre su vuelta a España, al F. C. Barcelona, finalmente el 14 de junio de 2019 Kubo firmó con el Real Madrid Club de Fútbol con un contrato de seis años para en principio figurar como jugador del equipo filial, el Real Madrid Castilla Club de Fútbol.

### En busca de la estabilidad en España
Tras haber cumplido ya la mayoría de edad, el jugador fue incluido en el plantel del primer equipo del Real Madrid Club de Fútbol que inició la pretemporada en Canadá. Su inclusión en el stage supuso un fuerte impacto mediático, especialmente en Japón, donde llegó a ser catalogado como uno de los hechos de mayor repercusión y alcance del fútbol nipón. Fue el primer jugador nipón que formaba parte de la plantilla blanca, si bien nunca llegó a debutar. Su condición de extracomunitario, cuyas tres plazas permitidas tenía cubiertas el club, le llevaron año a año a ser cedido a diversos clubes para no frenar su progresión, hasta ser finalmente traspasado debido a las demoras burocráticas sobre nacionalizaciones y que le privaron de obtener plaza legal en el club.
El 22 de agosto recaló cedido en Palma, en el Real Club Deportivo Mallorca, donde continuaría su progresión en la máxima categoría española. Hizo su debut el 1 de septiembre frente al Valencia Club de Fútbol en la derrota de su equipo por 2-0. Anotó su primer gol en el campeonato el 10 de noviembre en la victoria por 3-1 frente al Villarreal Club de Fútbol, partido en el que dio también una asistencia. El citado gol le convirtió en el cuarto jugador asiático más joven en marcar en liga europea con 18 años y 5 meses. A partir de entonces se asentó en el equipo titular jugando en ambos extremos. Pese a ser uno de los destacados de su equipo no lograron buenos resultados y terminaron la primera vuelta del campeonato en puestos de descenso con quince puntos, fundamentados en la escasez de goles anotados.
El 8 de agosto de 2020 volvió a salir cedido, marchándose al Villarreal Club de Fútbol para jugar allí la temporada 2020-21. Tras no contar para el entrenador Unai Emery, el 8 de enero de 2021 se canceló la cesión y se marchó al Getafe Club de Fútbol para jugar allí hasta el mes de junio. Se dio la circunstancia, de que estando en Getafe, logró su primer título en España, al haber sido parte del Villarreal en la misma temporada, en la cual el conjunto castellonense finalizó como campeón de la Liga Europa.
En agosto de 2021, tras participar en los Juegos Olímpicos, regresó al Real Club Deportivo Mallorca en una nueva cesión que le reportó un total de 31 partidos. Una vez finalizado el curso, regresó a Madrid, donde se esperaba desde hacía meses que Vinícius Júnior hubiera recibido ya su nacionalidad española, que se demoró según el Ministerio de Justicia, al igual que otras trescientas mil solicitudes acumuladas, pendientes de resolver. Esto hubiera dejado libre una plaza que hubiera permitido al nipón disputar un puesto en el equipo. En vistas a una nueva cesión, la posibilidad de un traspaso apareció, y la Real Sociedad de Fútbol, su posible destino.
El 18 de julio, y tras no contar con plaza en el equipo madrileño, se acordó su traspaso a la Real Sociedad una vez completara la revisión médica y firmara el contrato. Al día siguiente se hizo oficial su fichaje por el conjunto txuri-urdin.

## Selección nacional
Tras haber representado a Japón en categorías inferiores, el 9 de junio de 2019, cinco días después de cumplir los 18 años, hizo su debut con la absoluta en un amistoso contra El Salvador que terminó con victoria por 2 a 0 del conjunto nipón.

### Participaciones en Copas del Mundo
| Mundial      | Sede  | Resultado        | Partidos | Goles |
| ------------ | ----- | ---------------- | -------- | ----- |
| Mundial 2022 | Catar | Octavos de final | 2        | 0     |

### Participaciones en Copa Asiática
| Torneo             | Sede  | Resultado        | Partidos | Goles |
| ------------------ | ----- | ---------------- | -------- | ----- |
| Copa Asiática 2023 | Catar | Cuartos de final | 5        | 1     |

### Participaciones en Copa América
| Torneo            | Sede   | Resultado      | Partidos | Goles |
| ----------------- | ------ | -------------- | -------- | ----- |
| Copa América 2019 | Brasil | Fase de grupos | 3        | 0     |

### Participaciones en los Juegos Olímpicos
| Torneo                | Sede  | Resultado     | Partidos | Goles |
| --------------------- | ----- | ------------- | -------- | ----- |
| Juegos Olímpicos 2020 | Tokio | Cuarto puesto | 6        | 3     |

## Estadísticas

### Clubes
Actualizado al último partido jugado el 16 de agosto de 2025. Resaltadas temporadas en calidad de cesión.
| Club                       | Temporada     | Div.          | Liga  | Liga  | Liga   | Copas nacionales | Copas nacionales | Copas nacionales | Copas internacionales | Copas internacionales | Copas internacionales | Total | Total | Total  | Media goleadora |
| Club                       | Temporada     | Div.          | Part. | Goles | Asist. | Part.            | Goles            | Asist.           | Part.                 | Goles                 | Asist.                | Part. | Goles | Asist. | Media goleadora |
| -------------------------- | ------------- | ------------- | ----- | ----- | ------ | ---------------- | ---------------- | ---------------- | --------------------- | --------------------- | --------------------- | ----- | ----- | ------ | --------------- |
| F. C. Tokyo Japón          | 2017          | 1.ª           | 2     | 0     | 0      | 2                | 0                | 0                | –                     | –                     | –                     | 4     | 0     | 0      | 0               |
| F. C. Tokyo Japón          | 2018          | 1.ª           | 4     | 0     | 0      | 6                | 1                | 0                | –                     | –                     | –                     | 10    | 1     | 0      | 0.1             |
| Yokohama F. Marinos Japón  | 2018          | 1.ª           | 5     | 1     | 0      | 1                | 0                | 1                | –                     | –                     | –                     | 6     | 1     | 1      | 0.17            |
| F. C. Tokyo Japón          | 2019          | 1.ª           | 13    | 4     | 4      | 3                | 1                | 0                | –                     | –                     | –                     | 16    | 5     | 4      | 0.31            |
| F. C. Tokyo Japón          | Total club    | Total club    | 19    | 4     | 4      | 11               | 2                | 0                | 0                     | 0                     | 0                     | 30    | 6     | 4      | 0.20            |
| R. C. D. Mallorca · España | 2019-20       | 1.ª           | 35    | 4     | 4      | 1                | 0                | 0                | –                     | –                     | –                     | 36    | 4     | 4      | 0.11            |
| Villarreal C. F. · España  | 2020-21       | 1.ª           | 13    | 0     | 0      | 1                | 0                | 0                | 5                     | 1                     | 3                     | 19    | 1     | 3      | 0.05            |
| Getafe C. F. · España      | 2020-21       | 1.ª           | 18    | 1     | 1      | –                | –                | –                | –                     | –                     | –                     | 18    | 1     | 1      | 0.06            |
| R. C. D. Mallorca · España | 2021-22       | 1.ª           | 28    | 1     | 0      | 3                | 1                | 2                | –                     | –                     | –                     | 31    | 2     | 2      | 0.06            |
| R. C. D. Mallorca · España | Total club    | Total club    | 63    | 5     | 4      | 4                | 1                | 2                | 0                     | 0                     | 0                     | 67    | 6     | 6      | 0.09            |
| Real Sociedad · España     | 2022-23       | 1.ª           | 35    | 9     | 4      | 2                | 0                | 0                | 7                     | 0                     | 2                     | 44    | 9     | 6      | 0.2             |
| Real Sociedad · España     | 2023-24       | 1.ª           | 30    | 7     | 4      | 3                | 0                | 0                | 8                     | 0                     | 0                     | 41    | 7     | 4      | 0.17            |
| Real Sociedad · España     | 2024-25       | 1.ª           | 36    | 5     | 0      | 5                | 0                | 2                | 11                    | 2                     | 2                     | 52    | 7     | 4      | 0.13            |
| Real Sociedad · España     | 2025-26       | 1.ª           | 1     | 1     | 0      | 0                | 0                | 0                | –                     | –                     | –                     | 1     | 1     | 0      | 1               |
| Real Sociedad · España     | Total club    | Total club    | 102   | 22    | 8      | 10               | 0                | 2                | 26                    | 2                     | 4                     | 138   | 24    | 14     | 0.17            |
| Total carrera              | Total carrera | Total carrera | 220   | 33    | 16     | 27               | 3                | 5                | 31                    | 3                     | 7                     | 278   | 39    | 28     | 0.14            |
| 1. 2. 3.                   |               |               |       |       |        |                  |                  |                  |                       |                       |                       |       |       |        |                 |

## Palmarés

### Títulos internacionales
| Título                 | Club             | Sede   | Año  |
| ---------------------- | ---------------- | ------ | ---- |
| Liga Europa de la UEFA | Villarreal C. F. | Gdansk | 2021 |